# Webmail
Webmail é uma interface da World Wide Web que permite ao utilizador ler e escrever e-mail usando um navegador.
A maior vantagem do webmail é o facto de não ser necessário possuir um programa específico para a leitura ou envio de mensagens de correio electrónico, qualquer computador ligado à internet com um navegador é suficiente. Isto também significa que ao contrário de outros protocolos de comunicação na web, como o POP3 não é necessário utilizar sempre o mesmo computador.
No entanto existe o inconveniente de ter as mensagens de correio electrónico armazenadas no servidor do ISP, o que pode limitar o número de mensagens que podemos armazenar.

## Serviços
Com o crescimento do webmail surgiram várias empresas que fornecem este serviço, gratuitamente ou não.
- Mundialmente destacou-se o Hotmail da Microsoft, que no dia 31/07/2012, foi substituído pelo Outlook.com.
- No Brasil, a BOL, Yahoo! Mail e Zipmail
- Em Portugal, a SAPO e Portugalmail.
- Atualmente, o serviço do Google (Gmail), tem vindo também a ganhar grande destaque. Algumas das suas novas funcionalidades têm marcado uma evolução no estilo de webmail.